# Campus 4 de Caen
Le campus 4 de Caen est un ensemble d'établissements dépendants de l'université Caen-Normandie axés sur l'économie et la gestion, regroupés dans un même quartier au nord de Caen.

## Situation
Le campus est situé à quelques centaines de mètres au nord du campus 5 de Caen (organisé autour du Centre hospitalier universitaire de Caen) et à quelques centaines de mètres au sud-est du campus 2 de Caen.
Le campus est desservi par la ligne T2 du tramway de Caen.

## Histoire
Ce campus forme un pôle important depuis 2007, où l'UFR Sciences économiques et de Gestion de l'université s'est installée au 17 rue Claude Bloch, dans un ancien centre de formation d'EDF qui est également occupé par l'ENSICAEN. Un restaurant universitaire a ouvert en octobre 2006. On y trouve 1 455 étudiants en 2018–2019, soit un peu moins de 6 % de l'effectif des campus caennais

## Composants
Ce campus comprend les établissements suivants :
- l'Université de Caen Basse-Normandie ;
  - l'Institut d'administration des entreprises (3 rue Claude Bloch) ;
  - l'Unité de formation et de recherche de sciences économiques et de gestion (17 rue Claude Bloch) ;
  - IUP Banque-Assurance (17 rue Claude Bloch) ;
- un restaurant universitaire (Claude Bloch) ;
- l'École nationale supérieure d'ingénieurs de Caen (17, rue Claude Bloch) ;
- l'École de management de Normandie (9, rue Claude Bloch) ;
- la communauté d'universités et d'établissements Normandie Université (19, rue Claude Bloch).